# Sue Limb
Sue Limb is een Britse schrijver en presentator. Ze studeerde Elizabethaanse lyrische poëzie in Cambridge. Ze woont op een biologische boerderij in de buurt Nailsworth, Gloucestershire. 
Zij is de co-auteur van een biografie van Antarctica-ontdekkingsreiziger Lawrence Oates. Haar werk omvat romans voor jong-volwassenen, een sitcom voor ITV en BBC Radio 4, Up the Garden Path. Voor Radio 4 schreef ze een aantal komische series: The Wordsmiths at Gorsemere (twee reeksen), The Sit-Crom, Four Joneses and a Jenkins, Alison and Maud en Growing Pains, een documentaire over de vergrijzing, Hilaire Belloc en  Cities.
Onder de naam Dulcie Domum schreef Limb Bad Housekeeping, een humoristische wekelijkse column in The Guardian tussen 1988 en 2001. Een verzameling columns en een feministisch dagboek werden gepubliceerd in boekvorm.
- Bibsys: 90077430
- Biblioteca Nacional de España: XX1000185
- Bibliothèque nationale de France: cb15000155d (data)
- Gemeinsame Normdatei: 131720929
- International Standard Name Identifier: 0000 0000 7846 6258
- Library of Congress Control Number: n85042751
- Bibliotheek van het Japanse parlement: 01026110
- Nationale Bibliotheek van Tsjechië: xx0066096
- Nationale bibliotheek van Australië: 36210167
- Nationale Bibliotheek van Israël: 987007303441205171
- Nederlandse Thesaurus van Auteursnamen: 070507635
- Système universitaire de documentation: 060790946
- Trove: 1229824
- Virtual International Authority File: 76590592
- WorldCat: E39PBJxMq7gvpRrftQQY4RVXBP